# Varvarivka, Novohrad-Volînskîi
Varvarivka (în ucraineană Варварівка) este un sat în comuna Kameanîi Maidan din raionul Novohrad-Volînskîi, regiunea Jîtomîr, Ucraina.

## Demografie
Componența lingvistică a localității Varvarivka
     Ucraineană (98,95%)
     Rusă (1,05%)
Conform recensământului din 2001, majoritatea populației localității Varvarivka era vorbitoare de ucraineană (98,95%), existând în minoritate și vorbitori de rusă (1,05%).